# اتحاد مركزي

لوحة التصويب في النبالة من أمثلة الاتحاد المركزي، حيث تتارك الدوائر في نفس النقطة

الاتحاد المركزي (بالإنجليزية: Concentricity)‏ يقصد به اشتراك شكلين أو جسمين في المركز أو نقطة الأصل بحيث يتناظران في الشكل الهندسي حول هذا المشترك.مثل إطار السيارة والقلس المحوري وحتى القبة السماوية تعد من الأمثلة في الاتحاد المركزي.يمكن للدوائر أوالمربعات أوالمكعبات أوالكور أن تكون متحدة في المركز.ومن أمثلة الاتحاد المركزي المجموعة الشمسية،حيث تشترك كافة الكواكب السيارة في الدوران حول نقطة واحدة مشتركة بينهم وهي الشمس.فتكون الشمس بالنسبة لهم هي نقطة الأصل.

## الخصائص الجبرية
في الهندسة الاقليديّة (المستوية) تكون الدائرتان متحدتان بالمركز فقط إذا اختلف قطراهما؛فيما في المستوي ثلاثي الأبعاد قد تتحد الدائرتان بالمركز ويكون لهما القطر ذاته كالاتحاد المركزي ل خط زوال سماوي وبشكل عام؛ كل ْدائرة عظمى في الفضاء تتحد مع الأخرى ضمن الفضاء ذاته .

## التطبيقات

دوائر مختلفة في نصف القطر ولكنها متحدة المركز.

أهم تطبيقات اتحاد المركز هي في الكابلات المحورية. حيث يحشر موصل أو أكثر (كما في المزدوج المحوري) في نفس الكابل لتوفير المواد وزيادة الكفاءة.